# Glendora (Kalifornia)
Glendora város az USA Kalifornia államában. Lakosainak száma 52 558 fő (2020. április 1.).

## Népesség
A település népességének változása:

| 2010 | 50 073 |
| 2020 | 52 558 |